# Сегара-Анак
Сега́ра-А́нак (индон. Segara Anak) — вулканическое озеро, образовавшееся в 1257 году во время извержения вулкана Самалас на индонезийском острове Ломбок. На сасакском языке его название означает «дитя моря». Кальдера находится рядом с вулканом Ринджани — высшей точкой Ломбока и всех Малых Зондских островов. Из-за наличия вулканического конуса Баруджари имеет форму полумесяца. Температура вод озера составляет 20-22 °C из-за подогрева вулканическим очагом. Со дна озера выходят пузырьки газа, благодаря чему pH озера составляет 7-8.
Озеро находится на высоте 2008 метров над уровнем моря и является вторым по высоте вулканическим озером Индонезии с действующим вулканом. Высота вершины Баруджари составляет 2376 метров над уровнем моря. Площадь озера — 11 км², размеры — 7,5 на 6,0 километра, максимальная глубина — 230 метров.

## Разведение рыбы
В озере не водилась рыба. В 1969 году вулканологи из Лондонского геологического общества обследовали озеро и рекомендовали разводить рыбу. В 1985 году правительство провинции Западная Нуса-Тенгара начало разводить рыбу в озере. Рыба быстро расплодилась, и озеро стало домом для миллионов особей тиляпии и карпа. Озеро Анак — популярное место для рыбалки, и некоторые местные жители зарабатывают этим на жизнь.

## Гора Самалас
Высота горы Самалас до извержения 1257 года составляла 4200 метров. Согласно исследованию 2013 года, извержение разрушило гору, выбросив в атмосферу до 200 кубических километров породы. Извержение было одним из крупнейших за последние несколько тысяч лет, с вероятным индексом вулканической активности 7. Извержение могло стать причиной снижения глобальных температур на несколько лет и даже могло быть провоцирующим фактором Малого ледникового периода.